# 尼比尔
尼比尔（德語：Niebüll，發音：[ˈniːbʏl] ⓘ）是德国石勒苏益格-荷尔斯泰因州北弗里斯兰县的城市，面积30.63平方千米，2023年12月31日人口为10,159人。

## 友好城市
- 英国 馬姆斯伯里（1976年）
- 波蘭 普沃蒂（1997年）
- 法國 日安（2012年）